# Eleonora Brown
Eleonora Brown (* 22. August 1948 in Neapel) ist eine italienische Kinderdarstellerin, Übersetzerin und Synchronsprecherin.

## Leben
Die Tochter eines US-amerikanischen Vaters und einer italienischen Mutter wurde im Alter von elf Jahren von Vittorio de Sica entdeckt, der sie als Tochter der Protagonistin Cesira (dargestellt von Sophia Loren) im Oscar-bepreisten Und dennoch leben sie besetzte und der ihr in seinem 1961 erschienenen Das Jüngste Gericht findet nicht statt ebenfalls eine Rolle gab. Vier Jahre später stellte sie im Melodram Amore mio eine Halbwüchsige dar. Zwischen 1966 und 1968 war die anmutige, talentierte Brown (meist unter dem verkürzten Vornamen Eleanor) in einer Reihe von Gebrauchsfilmen zu sehen. Unzufrieden mit den Rollen und dieser Entwicklung, verließ sie das Filmgeschäft und wandte sich ihrer Weiterbildung zu. 
1982 schloss sie ein Wirtschaftsstudium an der John Cabot University in Rom ab. Anschließend arbeitete sie als Übersetzerin beim Italienischen Parlament. Dem Kino verbunden blieb Brown als Synchronsprecherin.
Nach mehr als 50 Jahren hatte sie 2018 wieder einen Leinwandauftritt im Film Un amore così grande.

## Filmografie
- 1960: Und dennoch leben sie (La ciociara)
- 1961: Das Jüngste Gericht findet nicht statt (Il giudizio universale)
- 1966: Siebzehn Jahr, blondes Haar
- 1967: Die schmutzigen Dreizehn (Quindici forche per un assassino)
- 1967: Sieben Jungfrauen für den Teufel (Nude… si muore)
- 1967: Tolles Herz, halt dich fest (Cuore matto… matto da legare)
- 1968: Django – Unbarmherzig wie die Sonne (Sentenza di Morte)
- 2018: Un amore così grande